# メディチ家礼拝堂

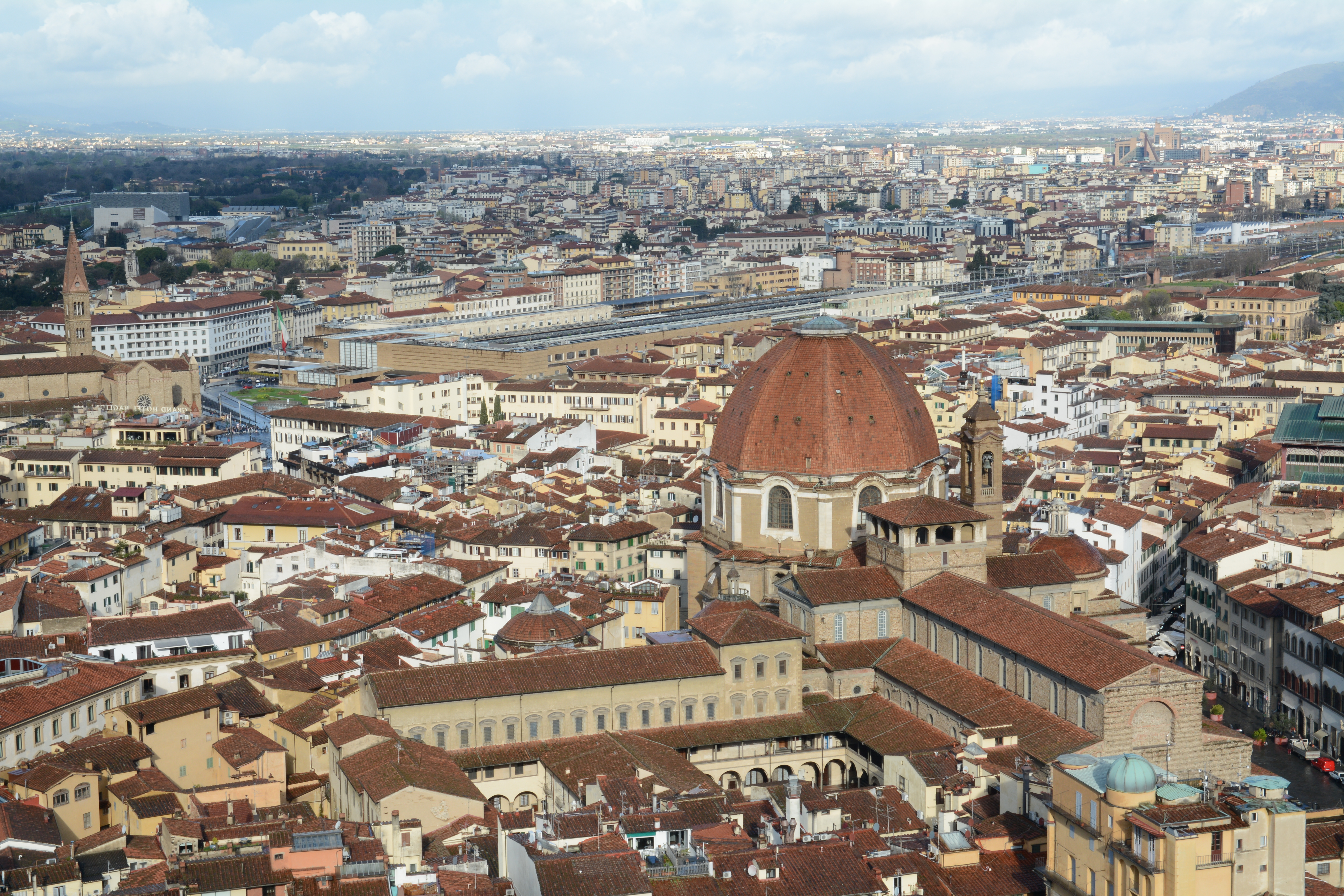
全景

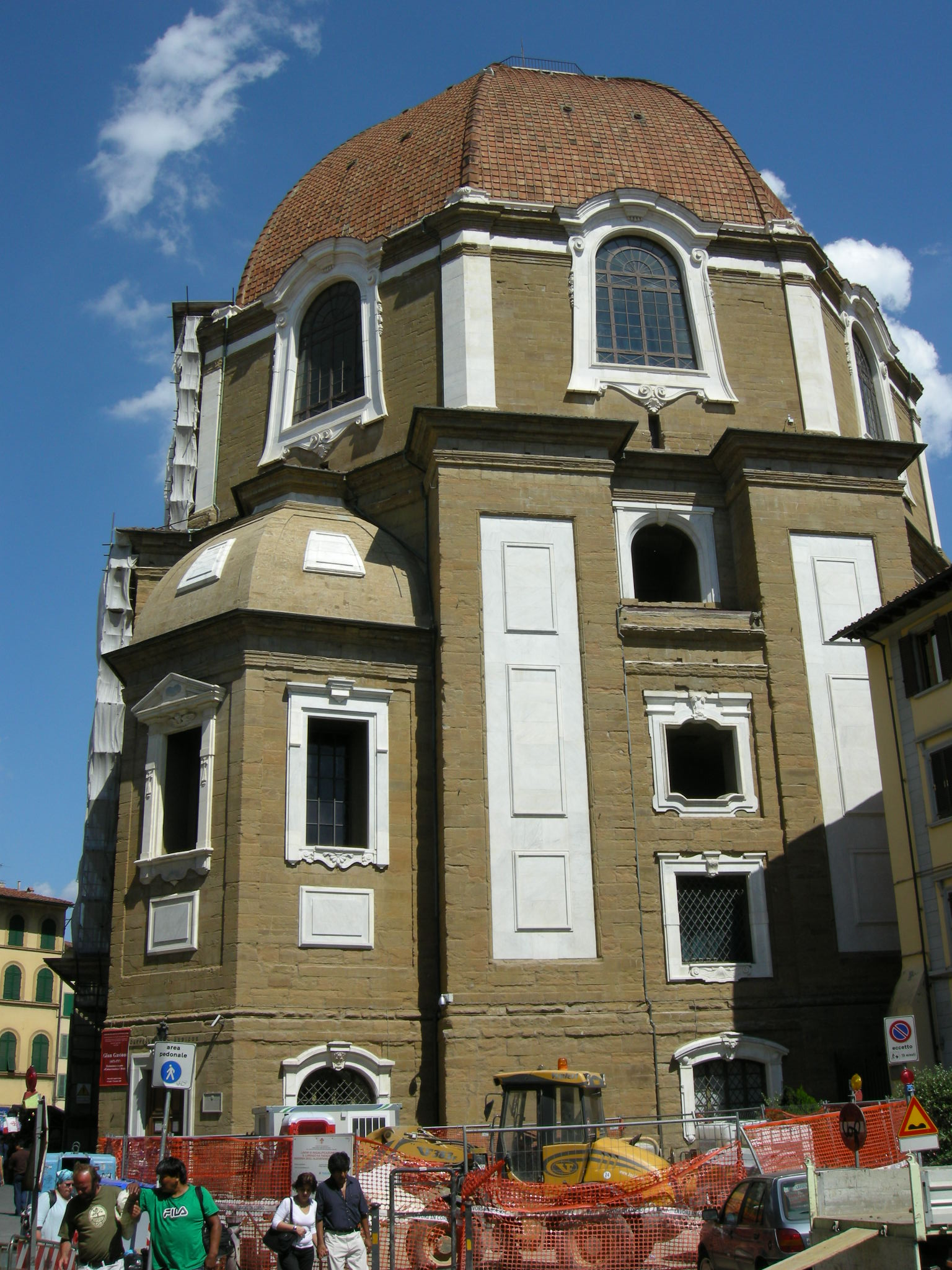
ドームに覆われたメディチ家礼拝堂の「君主の礼拝堂」。サン・ロレンツォ聖堂のなかで、もっとも大きな建物である。

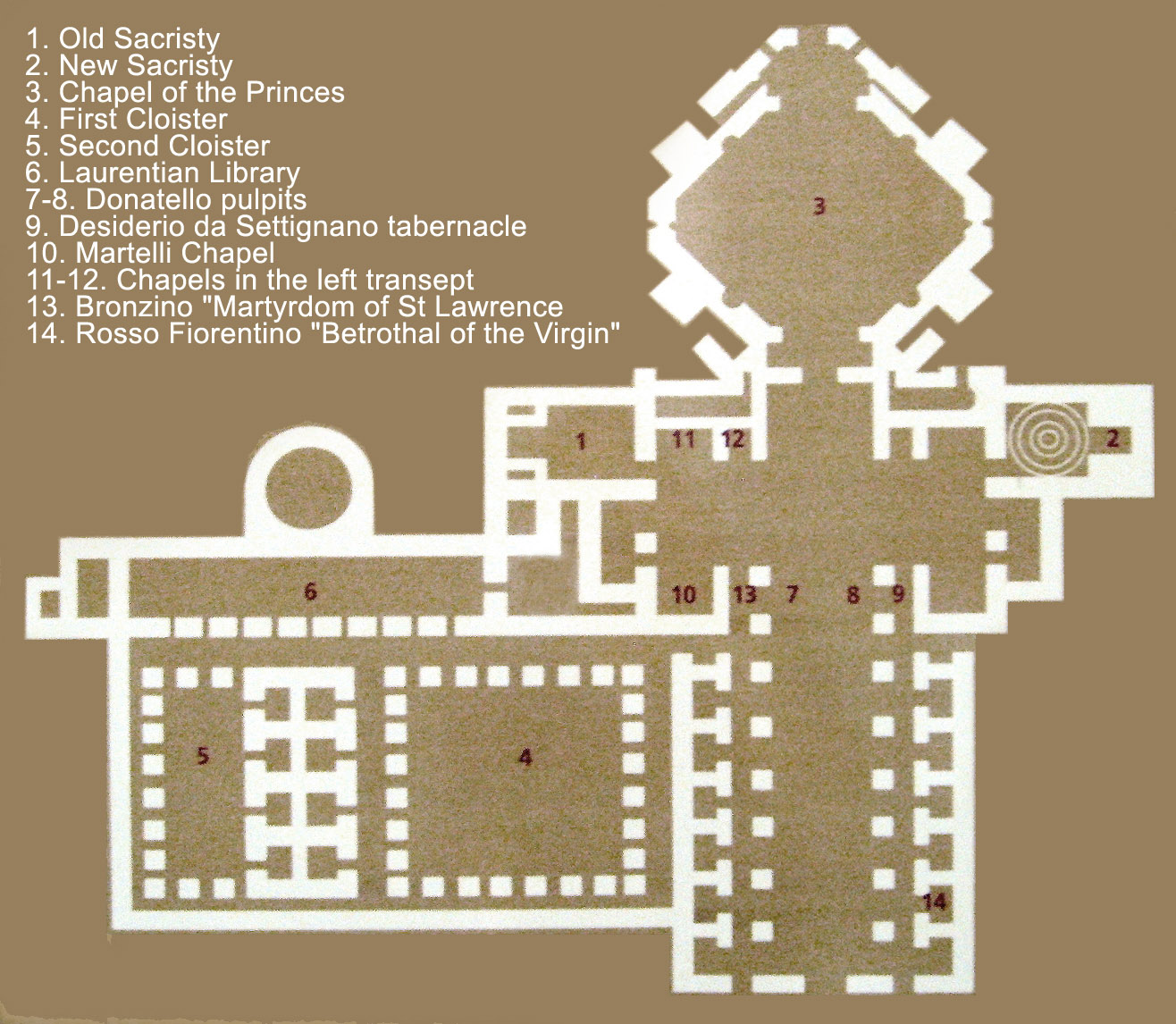
サン・ロレンツォ聖堂の平面図。「2. 新聖具室」と「3. 君主の礼拝堂」がメディチ家礼拝堂である。

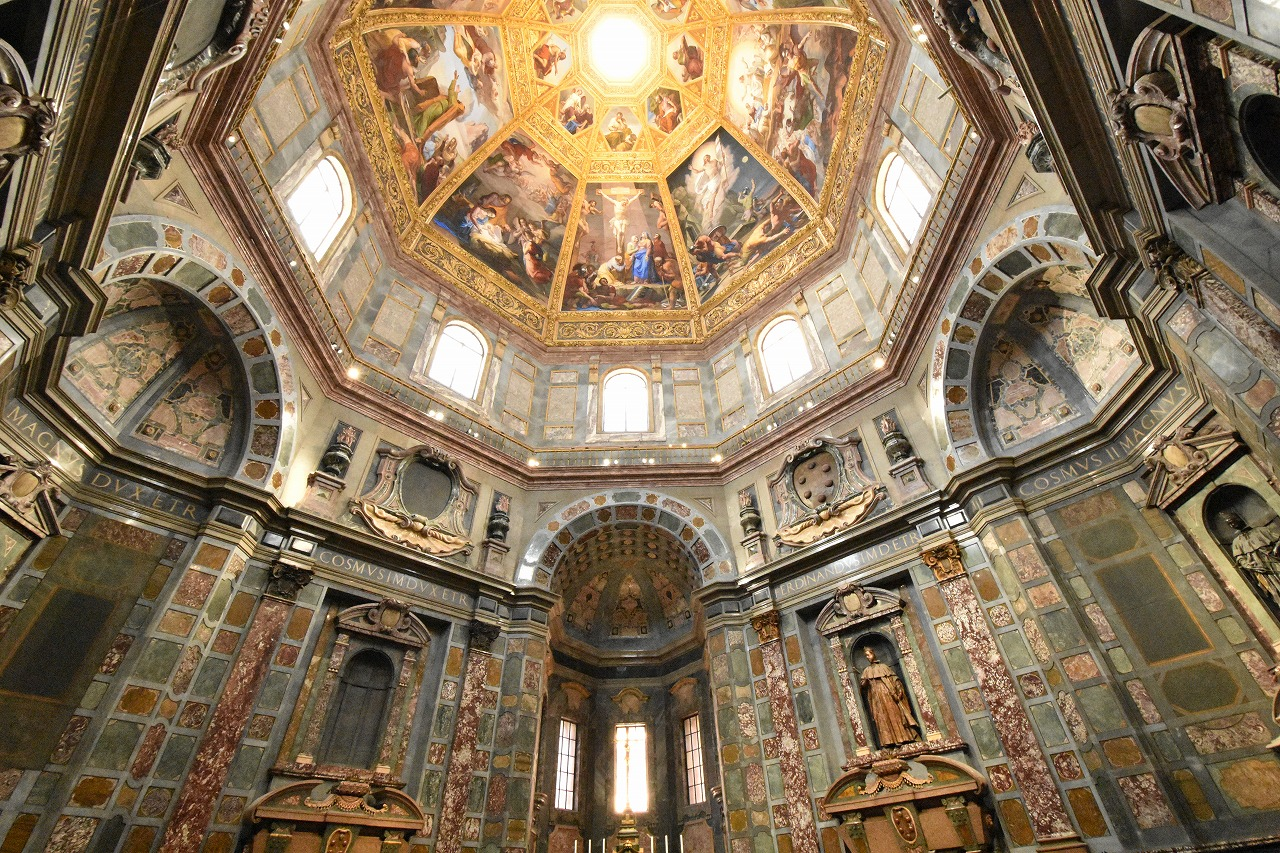
君主の礼拝堂の天井画。

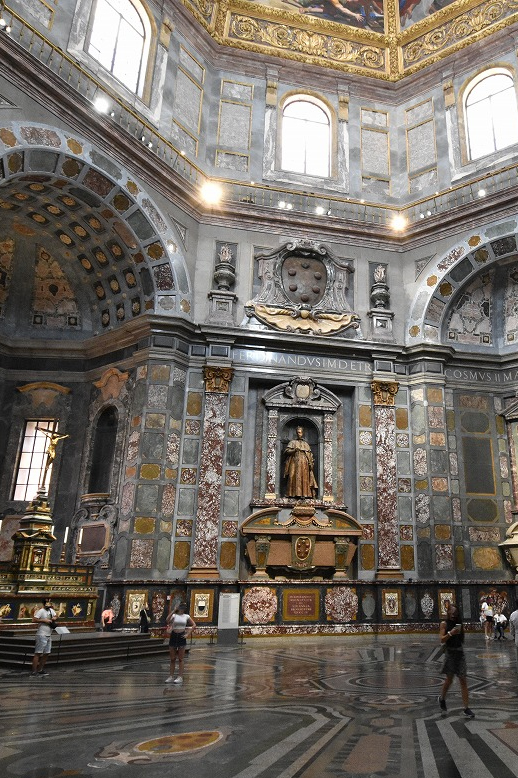
礼拝堂内部は高く、広大な空間となっている。

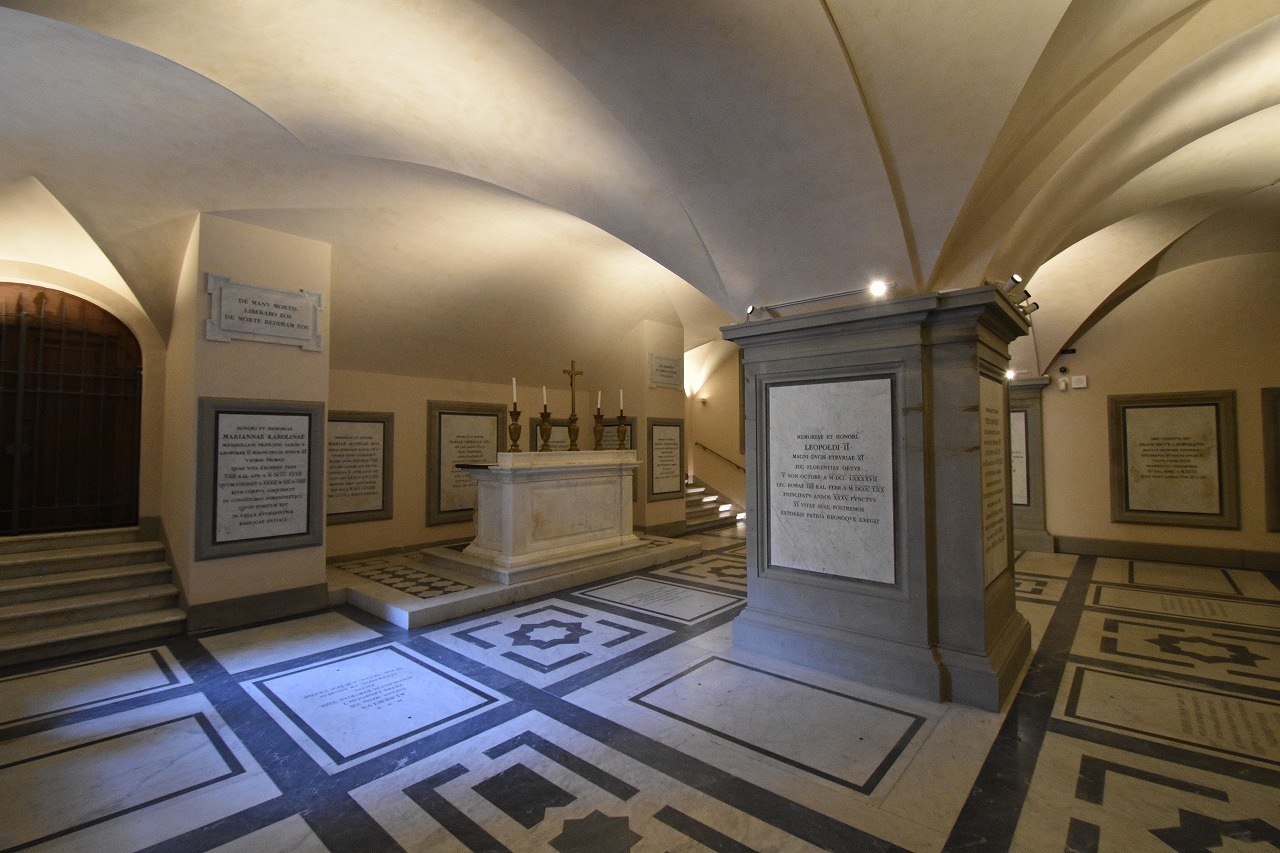
君主の礼拝堂地下にあるロレーヌ礼拝堂。

メディチ家礼拝堂（メディチけれいはいどう、伊: Cappelle medicee）は、フィレンツェのサン・ロレンツォ聖堂に付属する、「新聖具室」と「君主の礼拝堂」と呼ばれる2棟の建物の総称。
サン・ロレンツォ聖堂は、イタリア人建築家フィリッポ・ブルネレスキがトスカーナ大公家で聖堂のパトロンでもあったメディチ家の依頼で15世紀に改築した教会である。メディチ家礼拝堂はこのサン・ロレンツォ聖堂の拡張建造物として、16世紀から17世紀にかけて建設された。聖堂内部の新聖具室（Sagrestia Nuova）は、ミケランジェロの設計による建物である。君主の礼拝堂（Cappella dei Principi）の建設計画は16世紀からあったが、メディチ家と建築家との協業で設計がなされた17世紀初めになるまで着工されることはなかった。

## 新聖具室
新聖具室は、建築家および彫刻家としてのミケランジェロの最高傑作の一つに数えられる。ブルネレスキとドナテッロによる「旧聖具室」の対を成す形で計画された。

### 歴史
ヌムール公ジュリアーノ（ロレンツォ・イル・マニフィコの三男）とジュリアーノの甥のウルビーノ公ロレンツォ（ジュリアーノの兄ピエロ・デ・メディチの息子、マニフィコの孫）は、各々1516年と1519年に若くして没した。各々の兄であり叔父にあたるローマ教皇レオ10世は、彼らの死を悼んでミケランジェロに彼らの墓廟をサン・ロレンツォ聖堂に造営するよう依頼した。
旧聖具室に新たな装飾を加えることは難しく、地下聖堂（クリュプタ）は委嘱主の意図する豪華な墓廟にそぐわないと判断された。また、マニフィコとその弟ジュリアーノの墓廟も未だ建設されていなかった。このことから、新たな建造物を作る必要性が出てきた。

### 建築計画
ミケランジェロは、この建築計画以前にサン・ロレンツォ聖堂のファサード建設をレオ10世の従弟ジュリオ・デ・メディチ枢機卿（後の教皇クレメンス7世）から受けていたが、様々な要因により1520年3月にその契約を取り消していた。これと同じ月に新しい礼拝堂の建設計画は始まったようである。ブルネレスキによる旧聖具室と対を成す形で、同じ形状の建物を建設することが意図された。工事に移るまでにミケランジェロは様々な装飾計画を考え、最終的にヌムール公とウルビーノ公の墓廟を左右の壁面に設置し、マニフィコと弟ジュリアーノの共同墓廟を祭壇に対面する壁面に設置するという考えに落ち着いた。しかし、1521年にレオ10世が没したことで、計画は一旦中断された。

### 最初の建設
ジュリオ・デ・メディチ枢機卿が1523年にクレメンス7世として教皇に選出されると、その年の12月にミケランジェロはメディチ家の墓廟建設のためサン・ロレンツォ聖堂に再び召喚された。この墓廟にレオ10世とクレメンス7世の墓廟も含めることも考えられたが、結局2人はローマのサンタ・マリア・ソプラ・ミネルヴァ教会に葬られることとなる。
1524年の春にミケランジェロは模型を作り、秋には白大理石の産出地カッラーラから大理石を調達した。1525年から1527年の間に少なくとも4体の彫刻（その中には『夜』と『曙』が含まれる）を完成し、その他4体の模型も完成していた。
1526年、マニフィコの墓が最初に壁面にはめ込まれた。

### 建設中断と再開
ローマ劫掠（1527年）により教皇クレメンス7世は強烈な打撃を受けたうえ、この機会にフィレンツェ市民はメディチ家支配に反旗を翻し、クレメンス7世の庶子でフィレンツェ僭主アレッサンドロ・デ・メディチを町から追放した。ミケランジェロは若年期からメディチ家と強い結びつきを持っていたものの、フィレンツェ共和国支持者の側について要塞の責任者として1529年から1530年のフィレンツェ包囲戦を戦った。この戦いにフィレンツェ人は負け、ミケランジェロは町から逃亡したものの、重度の処罰を避けるため自主的に町に戻った。クレメンス7世はサン・ロレンツォ聖堂での礼拝堂建設を直ちに再開するという条件でミケランジェロを許した。
こうして1531年4月に新聖具室の建設は再開され、夏までに2体の彫像が完成した。ウルビーノ公の肖像は1531年から1534年の間に制作され、ヌムール公の肖像は1533年に仕上げのためジョヴァンニ・アンジェロ・モントルソリに託されたことが判明している。同時期にミケランジェロは2体の寓意像『天』と『地』を用意していたが、後にニッコロ・トリボーロが完成し、ジュリアーノの墓の両脇の壁龕（ニッチ）に設置されることになっていたが実現していない。1532年から1533年の間にジョヴァンニ・ダ・ウーディネが丸天井（クーポラ）にストゥッコ装飾を施したが1556年にジョルジョ・ヴァザーリにより消されている。
ミケランジェロは新聖具室の仕事への意欲を失っていたことに加え、フィレンツェの政治状況に耐えかねて、ローマで新しい仕事を獲得したことを機に1534年、遂にフィレンツェを去り、以来フィレンツェに戻ることは一度もなかった。
未だマニフィコとジュリアーノの墓に捧げられる壁面は全く手を付けられておらず、河の神々の像やその他の彫像、フレスコ画など契約書にあった仕事は終わっていなかったが、この時点で新聖具室の仕事は完了と見做された。彫刻群が新聖具室に安置されたのは1545年のことで、トリボーロの指揮によるものだった。
メディチ家の守護聖人である聖コスマとダミアーノの彫像はミケランジェロの模型をもとにそれぞれモントルソリとラファエロ・ダ・モンテルーポの手で彫られた。1559年になってようやくメディチ家の初代トスカーナ大公コジモ1世の命で、芸術家ヴァザーリと建築家バルトロメオ・アンマナーティの指揮下で礼拝堂は整備され、おおよそ今日の姿となった。

### 彫刻群
| ジュリアーノ・デ・メディチの霊廟。ミケランジェロの彫刻『夜（英語版）』と『昼（英語版）』の彫刻で装飾されている。 |  | ロレンツォ・ディ・ピエロ・デ・メディチの霊廟。ミケランジェロの彫刻『夕暮（英語版）』と『曙（英語版）』の彫刻で装飾されている。 |
| ジュリアーノ・デ・メディチの霊廟。ミケランジェロの彫刻『夜』と『昼』の彫刻で装飾されている。                     |  | ロレンツォ・ディ・ピエロ・デ・メディチの霊廟。ミケランジェロの彫刻『夕暮』と『曙』の彫刻で装飾されている。                     |

ミケランジェロは新聖具室の設計と同時に、新聖具室に葬られるメディチ家の主要な一族の霊廟のために『夜』と『昼』、『夕暮』と『曙』の装飾彫刻も手がけていた。この4体の彫刻は、後世の彫刻家たちの同デザインの彫刻作品に多大な影響を与えることになった。聖堂右翼廊の新聖具室の隅には聖堂内部に通じる目立たない入り口があるが、現在この入り口は閉鎖されている。
新聖具室には当初メディチ家4名の霊廟が設置されることになっていた。しかしながら計画通りに制作されたのはヌムール公とウルビーノ公の霊廟だけで、残るフィレンツェ君主のマニフィコとジュリアーノの霊廟の制作は着手されることはなかった。制作されたヌムール公とウルビーノ公の霊廟の構成はよく似ており、装飾彫刻はそれぞれ対をなした主題となっている。壁面にある聖母子像もミケランジェロの作品である。聖母子の両横に配されたメディチ家の守護聖人である聖コスマスと聖ダミアンは、モントルソリとモンテルーポの作品である。また、1976年には聖具室の下に、壁にミケランジェロのドローイングがある隠し廊下が発見された。

## 君主の礼拝堂

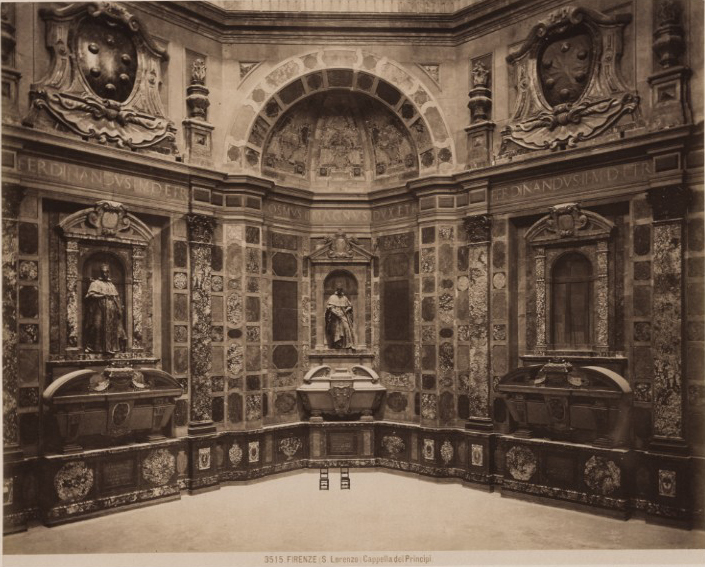
君主の礼拝堂内部。19世紀に撮影された写真。

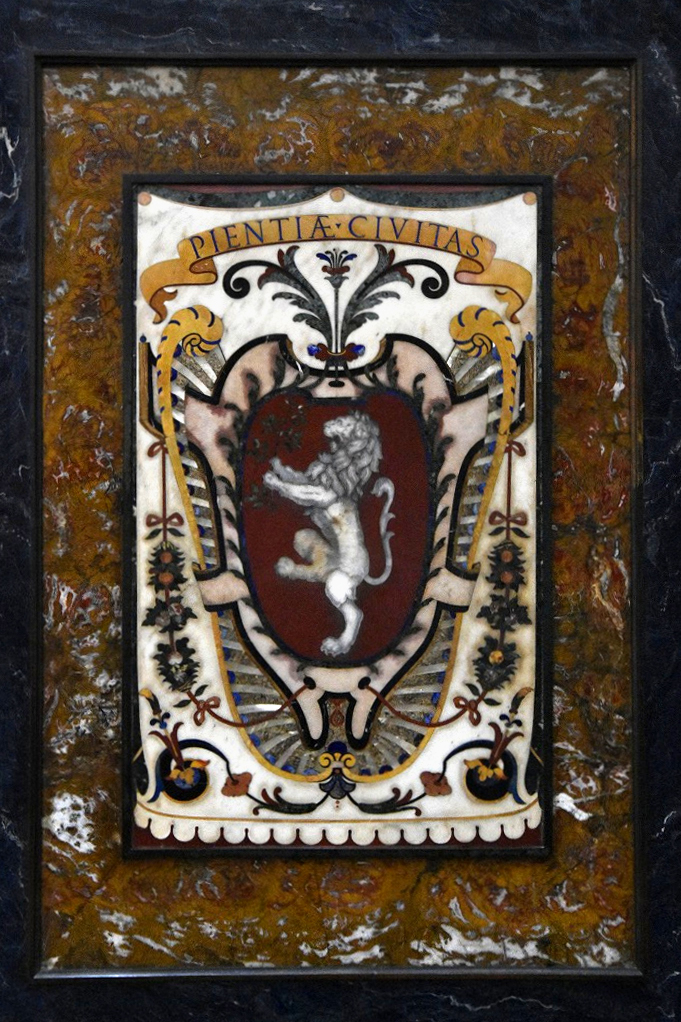
礼拝堂内部には、メディチ家が治めていた都市のモザイク紋章が並ぶ。画像はピエンツァの紋章。

八角形の君主の礼拝堂は、ドーム状の屋根を持つ高さ59mの建物である。遠くからでも目立つ特徴的な建造物で、後陣の礼拝堂という聖堂身廊のなかでも重要な場所に位置している。君主の礼拝堂にはマドンナ・デッリ・アルドブランディーニ広場に面した入り口があり、ベルナルド・ブオンタレンティが設計した円天井の地下聖堂へと続いている。
豪奢な君主の礼拝堂の設計原案は初代トスカーナ大公コジモ1世によるもので、第3代トスカーナ大公フェルディナンド1世がこの原案を引き継いだ。トスカーナ大公の原案を容れて君主の礼拝堂を設計したのは、建築家マッテオ・ニゲッティである。ニゲッティが選ばれたのはコジモ1世の息子ドン・ジョヴァンニが1602年に非公式に行ったコンペを経てのことで、すでに老齢に達していたブオンタレンティの設計をやり直す目的でニゲッティに設計が一任された。
壁面を大量の彩色大理石と半貴石で飾り立てるために、トスカーナ大公家は専門の加工工房を設立している（現在のピエトレ・ドゥーレ博物館。完成した君主の礼拝堂はフィレンツェでは「商売人（commessi）」の芸術品と呼ばれ、全ての壁面が大理石や半貴石が織りなす複雑な文様で埋め尽くされていた。18世紀、19世紀の訪問者たちからの評判は悪かったが、現在では当時好まれた様式の一例として再評価されている。礼拝堂内部には6個の石棺が安置されているが中は空である。これは、礼拝殿完成後もメディチ一族が地下聖堂に埋葬され続けたためだった。16枚に区分けされた装飾羽目板 (en:Dado (architecture)) には、メディチ家支配下時のトスカーナの紋章が表現されている。壁龕にはメディチ一族の有力者たちを記念する肖像彫刻があり、そのうちフェルディナンド1世の彫刻とコジモ2世の彫刻はピエトロ・タッカの作品である。